# Stadio D. Afonso Henriques
L'Estadio D. Afonso Henriques è uno stadio di calcio che si trova a Guimarães, in Portogallo con una capienza di 30.029 posti.
Oltre ad ospitare le partite di campionato del Vitória Guimarães, l'impianto ha ospitato le partite di Euro 2004 dell'Italia contro Danimarca, finita 0-0, e Bulgaria, vinta per 2-1 dagli azzurri.
Per la stagione 2013/2014 ospita le partite interne di Europa League del Paços de Ferreira.

## Gare disputate durante l'Europeo 2004
- Danimarca -  Italia 0-0 (Gruppo C, 14 giugno)
- Italia -  Bulgaria 2-1 (Gruppo C, 22 giugno)

## Gare disputate durante la UEFA Nations League (Fase finale) 2018-2019
- Paesi Bassi -  Inghilterra 3-1 dts (Semifinale, 6 giugno 2019)
- Svizzera -   Inghilterra 0-0, 5-6 dcr (Finale 3° psoto, 9 giugno 2019)

## Gare disputate durante il Campionato Europeo di calcio Under-21 2006
- Francia -  Germania 3-0 (Gruppo A, 25 maggio)
- Germania -  Portogallo 0-1 (Gruppo A, 28 maggio)